# دهستان بمپور غربی
دهستان بمپور غربی، یکی از دهستان‌های بخش کلاتان شهرستان بمپور، استان سیستان و بلوچستان در ایران است.

## جمعیت
براساس سرشماری عمومی نفوس و مسکن در سال ۱۳۹۵، جمعیت دهستان بمپور غربی برابر با ۵،۵۴۱ نفر بوده‌است.